# 1. Volleyball-Club Wiesbaden 2020-2021
Questa voce raccoglie le informazioni riguardanti il 1. Volleyball-Club Wiesbaden nelle competizioni ufficiali della stagione 2020-2021.

## Organigramma societario
Area direttiva
- Presidente: Christopher Fetting

Area tecnica
- Allenatore: Christian Sossenheimer
- Allenatore in seconda: Olaf Minter
- Scoutman: Julia Liebscher

Area sanitaria
- Medico: Alexander Mayer
- Fisioterapista: Anna Baruzza, Caroline Kopp, Andrea Schmidt

## Rosa
| N° | Nome                 | Ruolo | Data di nascita  | Nazionalità sportiva |
| -- | -------------------- | ----- | ---------------- | -------------------- |
| 3  | Pauline Schultz      | P     | 12 febbraio 1997 | Germania             |
| 4  | Tanja Großer         | S     | 27 novembre 1993 | Germania             |
| 5  | Justine Wong-Orantes | L     | 6 ottobre 1995   | Stati Uniti          |
| 6  | Selma Hetmann        | C     | 27 ottobre 1995  | Germania             |
| 7  | Marijeta Runjić      | S     | 11 aprile 1996   | Croazia              |
| 8  | Laura Rodwald        | S     | 16 dicembre 1998 | Germania             |
| 9  | Klára Vyklická       | C     | 3 giugno 1993    | Rep. Ceca            |
| 11 | Frauke Neuhaus       | O     | 20 aprile 1993   | Germania             |
| 13 | Ashley Evans         | P     | 23 dicembre 1994 | Stati Uniti          |
| 14 | Lena Vedder          | S     | 12 agosto 1995   | Germania             |
| 15 | Anna Wruck           | C     | 24 febbraio 1993 | Stati Uniti          |
| 16 | Renate Bjerland      | O     | 11 giugno 1999   | Norvegia             |
| 17 | Paula Hötschl        | S     | 7 settembre 2000 | Germania             |

## Statistiche

### Statistiche di squadra
| Competizione      | Punti | In casa | In casa | In casa | In trasferta | In trasferta | In trasferta | Totale | Totale | Totale |
| Competizione      | Punti | G       | V       | P       | G            | V            | P            | G      | V      | P      |
| ----------------- | ----- | ------- | ------- | ------- | ------------ | ------------ | ------------ | ------ | ------ | ------ |
| 1. Bundesliga     | 17    | 10      | 4       | 6       | 10           | 1            | 9            | 20     | 5      | 15     |
| Coppa di Germania | -     | 0       | 0       | 0       | 1            | 0            | 1            | 1      | 0      | 1      |
| Totale            | -     | 10      | 4       | 6       | 11           | 1            | 10           | 21     | 5      | 16     |

G = partite giocate; V = partite vinte; P = partite perse

### Statistiche dei giocatori
| Giocatore       | 1. Bundesliga | 1. Bundesliga | 1. Bundesliga | 1. Bundesliga | 1. Bundesliga | Coppa di Germania | Coppa di Germania | Coppa di Germania | Coppa di Germania | Coppa di Germania | Totale | Totale | Totale | Totale | Totale |
| Giocatore       | P             | PT            | AV            | MV            | BV            | P                 | PT                | AV                | MV                | BV                | P      | PT     | AV     | MV     | BV     |
| --------------- | ------------- | ------------- | ------------- | ------------- | ------------- | ----------------- | ----------------- | ----------------- | ----------------- | ----------------- | ------ | ------ | ------ | ------ | ------ |
| R. Bjerland     | 13            | 103           | 91            | 6             | 6             | 1                 | 15                | 13                | 2                 | 0                 | 14     | 118    | 104    | 8      | 6      |
| A. Evans        | 20            | 79            | 46            | 22            | 11            | 1                 | 3                 | 1                 | 1                 | 1                 | 21     | 82     | 47     | 23     | 12     |
| T. Großer       | 11            | 95            | 85            | 7             | 3             | 0                 | 0                 | 0                 | 0                 | 0                 | 11     | 95     | 85     | 7      | 3      |
| S. Hetmann      | 18            | 102           | 68            | 30            | 4             | 1                 | 2                 | 2                 | 0                 | 0                 | 19     | 104    | 70     | 30     | 4      |
| P. Hötschl      | 8             | 14            | 6             | 0             | 8             | 1                 | 0                 | 0                 | 0                 | 0                 | 9      | 14     | 6      | 0      | 8      |
| F. Neuhaus      | 20            | 247           | 207           | 26            | 14            | 1                 | 3                 | 3                 | 0                 | 0                 | 21     | 250    | 210    | 26     | 14     |
| L. Rodwald      | -             | -             | -             | -             | -             | 1                 | 1                 | 0                 | 0                 | 1                 | 1      | 1      | 0      | 0      | 1      |
| M. Runjić       | 19            | 171           | 137           | 24            | 10            | 1                 | 7                 | 6                 | 0                 | 1                 | 20     | 178    | 143    | 24     | 11     |
| P. Schultz      | 6             | 0             | 0             | 0             | 0             | 1                 | 0                 | 0                 | 0                 | 0                 | 7      | 0      | 0      | 0      | 0      |
| L. Vedder       | 18            | 101           | 92            | 4             | 5             | 1                 | 12                | 9                 | 2                 | 1                 | 19     | 113    | 101    | 6      | 6      |
| K. Vyklická     | 18            | 101           | 78            | 13            | 10            | 1                 | 4                 | 3                 | 1                 | 0                 | 19     | 105    | 81     | 14     | 10     |
| J. Wong-Orantes | 20            | 1             | 1             | 0             | 0             | 1                 | 0                 | 0                 | 0                 | 0                 | 21     | 1      | 1      | 0      | 0      |
| A. Wruck        | 18            | 125           | 88            | 33            | 4             | 1                 | 6                 | 4                 | 2                 | 0                 | 19     | 131    | 92     | 35     | 4      |

P = presenze; PT = punti totali; AV = attacchi vincenti; MV = muri vincenti; BV = battute vincenti